# Ginnastica ai Giochi della XXXI Olimpiade - Anelli

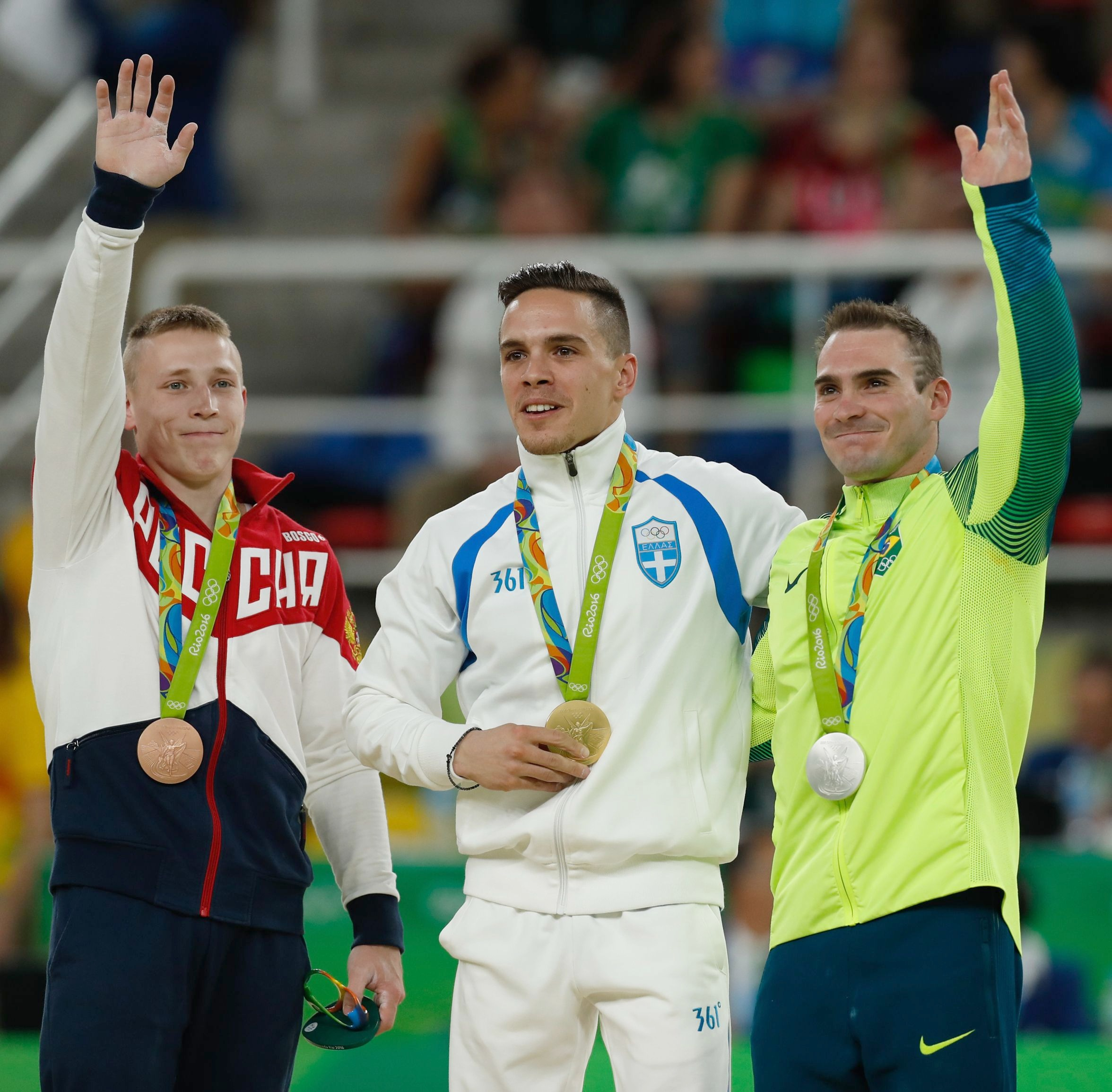
Il podio della gara

La finale agli anelli alle Olimpiadi di Rio de Janeiro si è svolta nella HSBC Arena il 15 agosto 2016.

## Podio
| Oro                           | Argento                | Bronzo                |
| Eleutherios Petrounias Grecia | Arthur Zanetti Brasile | Denis Abljazin Russia |

## Qualificazioni
A causa della regola dei passaporti "two per country", l'accesso in finale è valido soltanto a due atleti per nazione.
Samir Aït Saïd è impossibilitato a prender parte alla competizione dopo essersi procurato una frattura scomposta della tibia durante le fasi di qualificazione. Yuri van Gelder è stato espulso dalla nazionale olandese per essere tornato ubriaco al villaggio olimpico.
| Pos. | Ginnasta               | Totale | Qual. |
| ---- | ---------------------- | ------ | ----- |
| 1    | Liu Yang               | 15.900 | Q     |
| 2    | Eleutherios Petrounias | 15.833 | Q     |
| 3    | You Hao                | 15.800 | Q     |
| 4    | Denis Abljazin         | 15.633 | Q     |
| 5    | Arthur Zanetti         | 15.533 | Q     |
| 6    | Samir Aït Saïd         | 15.533 | Q     |
| 7    | Dennis Goossens        | 15.366 | Q     |
| 8    | Yuri van Gelder        | 15.333 | Q     |
| 9    | Igor Radivilov         | 15.308 | R1    |
| 10   | Danny Rodrigues        | 15.266 | R2    |
| 11   | Oleg Verniaiev         | 15.200 | R3    |

## Classifica
| Pos.    | Ginnasta                 | D Score | E Score | Penalità | Totale |
| ------- | ------------------------ | ------- | ------- | -------- | ------ |
| Oro     | Eleutherios Petrounias   | 6.800   | 9.200   | —        | 16.000 |
| Argento | Arthur Zanetti           | 6.800   | 8.966   | —        | 15.766 |
| Bronzo  | Denis Abljazin           | 6.800   | 8.900   | —        | 15.700 |
| 4       | Liu Yang                 | 6.900   | 8.700   | —        | 15.600 |
| 5       | Igor Radivilov           | 6.800   | 8.666   | —        | 15.466 |
| 6       | You Hao                  | 7.000   | 8.400   | —        | 15.400 |
| 7       | Danny Pinheiro Rodrigues | 6.900   | 8.333   | —        | 15.233 |
| 8       | Dennis Goossens          | 6.600   | 8.333   | —        | 14.933 |